# Lars Sjöblom
Carl Lars Sjöblom, född 30 mars 1923 i Åbo, död 4 maj 1979, var en finländsk kemist.
Sjöblom blev student 1941, filosofie kandidat och filosofie magister 1948, filosofie licentiat och filosofie doktor 1957 och docent i biokemi 1958. Han var verksam vid Åbo Akademi, där han var forskningsassistent 1947–1951, undervisningsassistent 1953–1956, blev föreståndare för institutionen för biokemi 1956, innehade diverse undervisningsförordnanden 1956–1961, blev ordinarie lärare i biokemi 1961 och var professor i farmaceutisk kemi och biokemi 1966–1976. 
Sjöblom var ordförande i Kemistklubben vid Åbo Akademis Studentkår 1952–1954 och sekreterare i Kemiska sällskapet i Åbo 1951–1956, i vilket han var ordförande 1960–1962. Han var stiftande medlem i Åbo lokalförening av Societas biochemica, biophysica et microbiologica Fenniae, i vilken han blev ordförande 1964. Han skrev bland annat Studies on the Solubilization of Oestrone and its Percutaneous Absorption in Mice (akademisk avhandling, 1956) och Pharmaceutical Applications and Physiological Significance of Solubilization (1965).